# Andis Juška
Andis Juška (* 22. Mai 1985 in Riga, Lettische SSR, Sowjetunion) ist ein ehemaliger lettischer Tennisspieler.

## Karriere
Juška gewann in seiner Karriere bis 17 Turniere im Einzel sowie 20 Turniere im Doppel auf der ITF Future Tour. Seine größten Erfolge sind die drei Siege im Doppel auf der ATP Challenger Tour in Toyota, Chuncheon und Samarkand mit jeweils unterschiedlichen Partnern. Er ist außerdem der erfolgreichste lettische Davis-Cup Spieler mit insgesamt 24 Einzelsiegen und bisher 34 Teilnahmen in 14 Jahren. 2014 trat er das letzte Mal zu einem Profiturnier an. Sein letztes Match spielte er im September 2014 im Davis Cup.

## Erfolge
| Legende (Anzahl der Siege)  |
| Grand Slam                  |
| ATP World Tour Finals       |
| ATP World Tour Masters 1000 |
| ATP World Tour 500          |
| ATP World Tour 250          |
| ATP Challenger Tour (3)     |

### Doppel

#### Turniersiege
| Nr. | Datum             | Turnier   | Belag       | Partner              | Finalgegner                    | Ergebnis         |
| --- | ----------------- | --------- | ----------- | -------------------- | ------------------------------ | ---------------- |
| 1.  | 8. November 2009  | Chuncheon | Hartplatz   | Dmitri Sitak         | Lee Hsin-han Yang Tsung-hua    | 3:6, 6:3, [10:2] |
| 2.  | 29. November 2009 | Toyota    | Teppich (i) | Alexander Kudrjawzew | Alexei Kedrjuk Junn Mitsuhashi | 6:4, 7:66        |
| 3.  | 14. August 2010   | Samarqand | Hartplatz   | Deniss Pavlovs       | Lee Hsin-han Yang Tsung-hua    | 7:5, 6:3         |